# Fogatge de 1553
El fogatge de 1553 fou un cens (fogatge) realitzat l'any 1553 al Principat de Catalunya pactat a les Corts de Montsó de 1552-1553 on s'imposà l'últim fogatge del qual es té notícia. Tingué com a objectiu finançar la guerra contra França i la defensa contra els atacs turcs a la costa mediterrània.
En les dades d'aquest fogatge veiem com la població catalana s'havia anat recuperant des del fogatge de 1497. També és documenten noves poblacions alhora que en desapareixen algunes o bé es troben despoblades. En conclusió mostra una tendència a l'alça pel que respecta a la població i la concentració de gent a les ciutats.
El manuscrit que conté la transcripció d'aquest fogatjament està incomplet, ja que hi manquen les dades que corresponen a la Vall d'Aran i a la ciutat de Barcelona. Per això els estudis de dades demogràfiques han pres les dades de la Vall d'Aran sobre un memorial fet a la zona el 1555 i en el cas de Barcelona s'ha fet servir la xifra del fogatge de 1515 o la d'un manuscrit de 1644.